# Jüdische Gemeinde Kehl
Eine Jüdische Gemeinde in Kehl, einer Stadt im Ortenaukreis in  Baden-Württemberg, bestand von 1881 bis 1938. Seit 2023 engagiert sich der gemeinnützige Jüdische Kultur- und Religionsverein Kehl e.V. für die Wiederbelebung der jüdischen Gemeinde Kehl.

## Geschichte
Seit 1862 war es jüdischen Personen erlaubt, sich in Kehl niederzulassen. In den folgenden Jahrzehnten wanderten deshalb viele Juden von den kleinen Ortschaften in die Stadt und zwar vor allem von Bodersweier, Freistett, Lichtenau und  Rheinbischofsheim. Offiziell bestand die Gemeinde seit der Bestätigung durch das Ministerium vom 16. August 1881. Der erste Gemeindevorsteher war Lippmann Wertheimer.   
Zunächst hatte die jüdische Gemeinde einen Betsaal eingerichtet, und 1889/90 wurde an der Ecke Schul-/Kasernenstraße eine Synagoge erbaut. Zudem verfügte die Gemeinde über eine Religionsschule und seit 1924 über einen eigenen Friedhof in Kehl. Der angestellte Lehrer war zugleich als Vorbeter und Schochet tätig.
Folgende jüdische Vereine bestanden: Ein „Israelitischer Frauenverein“ (gegründet 1902 mit dem Ziel der Unterstützung in Krankheitsfällen und zur Verrichtung der Bestattungszeremonien, 1932 mit 40 Mitgliedern) sowie die „Wandererfürsorgekasse“ (gegründet 1925 mit dem Ziel der Unterstützung von Aus- und Rückwanderern). Die Gemeinde gehörte zum Bezirksrabbinat Bühl. 
An ehemaligen, bis nach 1933 bestehenden Handels-, Dienstleistungs- und Gewerbebetrieben sind bekannt: Sack- und Deckenfabrik OHG Karl Baum (Siegfriedstraße 8), Fahrradgeschäft Bensinger (Spießgasse), Woll- und Weißwarengeschäft Gertrud Bensinger & Co. (Hauptstraße ), Viehhandlung Louis Bensinger II (Kinzigstraße 48), Leder- und Schuhmacherbedarfsartikel Ludwig Bensinger (Rheinstraße), Stoffe und Kurzwaren Karoline und Rosa Blum (Adresse unbekannt), Pferdehandlung Heinrich Bodenheimer (Rheinstraße 7), Feuerzeuge und Rauchartikel Samuel Bodenheimer (Adresse unbekannt), Viehhandlung Emil Dreifuss (Adresse unbekannt), Herrenkonfektionsgeschäft Julius Durlacher (Hauptstraße 76), Uhren- und Schmuckgeschäft Bernhard Goldschmidt (Hauptstraße 14), Kurzwarenhandlung Siegmund Gradwohl (Hauptstraße ), Getreide-, Futtermittel- und Mehlhandlung Michael Kaufmann und Söhne, Teilh. Julius Dreifuss und Martin Kaufmann (Schulstraße 14), Vereinigte Lichtspiele GmbH, Geschäftsführer Otto Rosenberg (Adresse unbekannt), Facharzt für innere Krankheiten Dr. Karl Rosenthal (Chefarzt im Kehler Krankenhaus, Wohnhaus Großherzog-Friedrich-Straße / Ecke Kinzigstraße), Textilhandel Laja und Pinkas Schwarzkächel (Hauptstraße / Ecke Gewerbestraße ), Altmaterialiengroßhandlung Fa. Weil und Wertheimer, Teilhaber Simon Weil und Paul Wertheimer (Kasernenstraße 19/Im Hafen), Getreide- und Landesproduktenhandlung Eduard/Rosa Wertheimer (Adresse unbekannt), Viehhandlung Jacob Wertheimer I (Schulstraße 14), Viehhandlung Leopold Wertheimer (Schulstraße 27), Metzger Siegfried Wertheimer (Hauptstraße / Ecke Kasernenstraße. (aus: alemannia judaica)

## Gemeindeentwicklung
| Jahr | Gemeindemitglieder                    |
| ---- | ------------------------------------- |
| 1864 | 18 Personen                           |
| 1875 | 9 Personen                            |
| 1880 | 95 Personen oder 4,4 % der Einwohner  |
| 1890 | 141 Personen                          |
| 1900 | 151 Personen oder 2,1 % der Einwohner |
| 1905 | 156 Personen oder 1,9 % der Einwohner |
| 1910 | 153 Personen                          |
| 1925 | 113 Personen oder 1,2 % der Einwohner |
| 1933 | 109 Personen oder 0,9 % der Einwohner |
|      |                                       |

## Nationalsozialistische Verfolgung
Einige der jüdischen Gemeindeglieder emigrierten nach Straßburg, 15 in die USA, andere nach Argentinien oder Palästina. Bei der Polenaktion Ende Oktober 1938 wurde eine polnisch-jüdische Familie nach Polen abgeschoben. Im Rahmen der sogenannten Wagner-Bürckel-Aktion wurden am 22. Oktober 1940 aus Kehl 22 jüdische Einwohner in das Lager Gurs deportiert. 
Am Nachmittag des 10. November 1938 drangen SS-Leute und Männern der Gestapo in die Synagoge ein und zerstörten vor allem die rituellen Gegenstände. (...) Die jüdischen Männer aus Kehl und den umliegenden Ortschaften wurden in die Stadthalle gebracht, wo sie von österreichischer SS und der Gestapo misshandelt und zu unwürdigen Handlungen gezwungen worden. Sie mussten sich unter anderem gegenseitig so lange ins Gesicht oder auf den nackten Körper mit nassen Brettern schlagen, bis sie blutüberströmt und mit vollkommen eingeschwollenen Gesichtern kaum mehr aus den Augen sehen konnten. Danach wurden sie unter die Wasserleitung gestellt und zur Deportation in das Konzentrationslager Dachau verbracht.  (aus: alemannia judaica)  
Nach dem Novemberpogrom musste die jüdische Gemeinde die Synagoge zwangsweise an die Stadt verkaufen, die sie 1939 abbrechen ließ.
Das Gedenkbuch des Bundesarchivs verzeichnet 34 in Kehl geborene jüdische Bürger, die dem Völkermord des nationalsozialistischen Regimes zum Opfer fielen.

## Denkmal
Seit 1983 befindet sich an der evangelischen Friedenskirche eine Gedenktafel zur Erinnerung an das Schicksal der jüdischen Gemeinde. 1991 ließ die Stadt Kehl am Platz neben der ehemaligen Stadthalle ein Denkmal in Form einer Stele aufstellen, um an das Geschehen in der Pogromnacht zu erinnern.

## Judentum in Kehl heute
Seit 2023 arbeitet ein gemeinnütziger Verein mit der Hilfe des Landesverbandes daran, wieder eine jüdische Gemeinde mit Gottesdiensten, internen und externen Veranstaltungen zu etablieren. Dieser ist auch Teil des sich neu gründenden Rates der Religionen für die Stadt Kehl.